# Biocad
Biocad ist ein Arzneimittelhersteller und ein Biotechnologieunternehmen mit Sitz in Moskau und Sankt Petersburg. 
Die nichtöffentliche Aktiengesellschaft stellt unter anderem den SARS-CoV-2-Impfstoff Sputnik V her, der vom Gamaleja-Institut für Epidemiologie und Mikrobiologie entwickelt wurde. Mit Stand März 2021 wurde das Unternehmen in 15 Ländern GMP-zertifiziert.
Es gibt 9 Betriebsstätten und 5 Vertretungen im Ausland. Im Moody's-Rating wurde im Jahr 2021 der Wert „B2 corporate family rating“ (mit wahrscheinlicher künftiger Hochstufung) erreicht.

## Geschichte

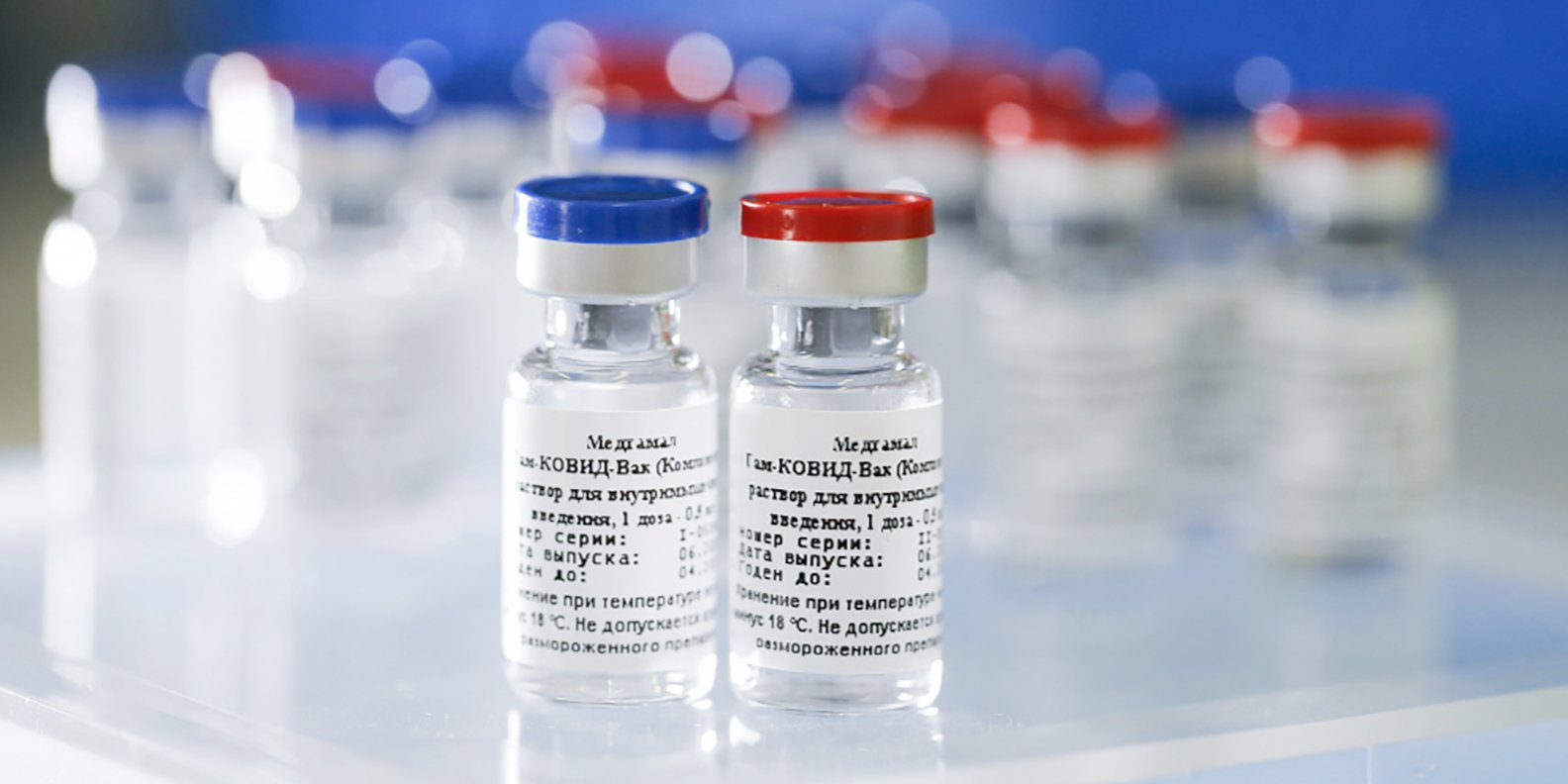
Impfstoff Sputnik V

Das Pharmaunternehmen wurde 2001 gegründet.

## Produkte
Mittlerweile werden 60 Produkte hergestellt. Derzeit wird in 24 Länder exportiert.